# First War of the World
First War of the World – czwarty album muzyczny grupy Black Messiah.

## Lista utworów
1. „Prologue – The Discovery” – 02:53
2. „The Vanir Tribe” – 05:54
3. „Gullveig” – 08:08
4. „Von Rachsucht und Lüge” – 05:34
5. „March of the Warriors” – 00:39
6. „Vor den Toren Valhalls” – 06:23
7. „The Battle of Asgaard” – 07:10
8. „The Chase” – 01:20
9. „Burn Vanaheimr” – 05:36
10. „Das Unterpfand” – 05:51
11. „Peace at A High Price” – 00:54
12. „Andacht” – 09:41
13. „Söldnerschwein” (Bonus) – 04:36

## Twórcy
- Zagan – wokal, wiolonczela, gitara elektryczna
- Garm – gitara basowa
- Zoran – gitara prowadząca
- Meldric – gitara elektryczna
- Agnar – klucze, syntezatory
- Bröh – perkusja